# William Wordsworth
William Wordsworth (Wordsworth House, Cumberland, 7 d'abril de 1770 – 23 d'abril de 1850) va ser un dels més importants poetes romàntics anglesos.
Amb Samuel Taylor Coleridge, va ajudar a la introducció del moviment romàntic en la literatura anglesa amb la seua publicació conjunta de Balades líriques en 1798. Aquesta obra va influir de mode determinant en el paisatge literari del segle xix. Va ser un poeta admirat a Anglaterra des de 1843 fins a la seua mort en 1850.
El caràcter fortament innovador de la seua poesia, ambientada en el suggeridor paisatge del Lake District (la regió dels llacs), al nord de Cumberland, radica en l'elecció dels protagonistes - personatges d'extracció humil - del tema, que és la vida quotidiana, i del llenguatge, senzill i immediat.
Wordsworth, Coleridge i Southey van ser coneguts com a lakistes, per inspirar-se en el mateix paisatge dels llacs.

## Biografia

### Primers anys i educació
El segon de cinc germans, Wordsworth va nàixer a Cockermouth, Cumberland, part de la pintoresca regió dels llacs. Al morir sa mare l'any 1778, son pare el va enviar al col·legi de Hawkshead. El 1783 va morir son pare, que era advocat i assessor de James Lowther, primer comte de Lonsdale, un home molt menyspreat en la regió. L'herència consistia en prop de 5000 lliures, gran part d'ella reclamada al comte, qui va frustrar aquestes demandes fins a la seua mort l'any 1802. El successor del comte, això no obstant, va pagar allò que s'havia reclamat, amb interessos. Després de la mort de son pare, els infants Wordsworth van quedar sota la tutela dels seus oncles. Tot i que molts aspectes de la seua infància van ser positius, Wordsworth recordava moments de soledat i ansietat. Va tardar molts anys a recobrar-se de la mort dels seus pares i la separació dels seus germans.
Va començar a estudiar en el St John's College, de Cambridge el 1787. L'any 1790, amb el seu amic Robert Jones, va emprendre un viatge a peu pel continent, visitant la França revolucionària. Va arribar a París tot just quan se celebrava el primer aniversari de la Presa de la Bastilla, i va donar suport al moviment republicà. Després va estar a Itàlia. Va tornar a Anglaterra i, l'any següent, es va graduar a Cambridge sense honors.

### França
El novembre de 1791, Wordsworth va tornar a França, on va estar prop d'un any. L'ambient parisenc el va portar a abraçar els ideals anarquistes i llibertaris de tants pensadors rebels i revolucionaris de l'època. El seu viatge per Europa va incloure els Alps i Itàlia. Influït per les idees revolucionàries, va repudiar no només la fe cristiana sinó també la institució de la família i del matrimoni. Es va relacionar amb diverses dones, entre elles la francesa, Annette Vallon, de qui es va enamorar. L'any 1792 van tenir una filla, Caroline. El mateix any, a causa de la falta de diners i a les tensions entre Gran Bretanya i França, va tornar a Anglaterra. El 1793, Wordsworth va expressar obertament les seues conviccions polítiques en A Letter to the Bishop of Llandaff (Carta al bisbe de Llandaff), en què defensa l'ateisme i la causa revolucionària, lloant l'execució de Lluís XVII de França. Involucrat en les lluites intestines dels girondins, la seua vida va estar en perill quan Robespierre va reprimir amb sang a la seua facció. El Regnat del Terror el va apartar del moviment republicà, i la guerra entre França i Gran Bretanya li va impedir tornar a veure Annette i Caroline durant diversos anys. És possible que en aquesta època patira depressió i inestabilitat emocional.

### Primera publicació i Balades líriques
L'any 1793 es van publicar les primeres obres de Wordsworth: els reculls An Evening Walk (Un passeig a la vesprada) i Descriptive Sketches (Esbossos descriptius). El 1795 va rebre un llegat de 900 lliures, la qual cosa li va permetre continuar escrivint poesia. El mateix any va conéixer Samuel Taylor Coleridge, la qual cosa va determinar el seu acostament a la filosofia d'Immanuel Kant i al romanticisme alemany. El trauma que li va suposar la separació de la França revolucionària i d'Annette es troba expressat en el drama The Borderers (1795). Coleridge i Wordsworth van desenvolupar ràpidament una amistat íntima.
El 1797, Wordsworth i la seua germana, Dorothy, es van traslladar a Somerset, tan sols a unes milles de la casa de Coleridge a Nether Stowey. Wordsworth i Coleridge van produir un trenall conjunt: les Balades líriques (1798).
Entre els poemes aportats per Wordsworth destaquen Tintern Abbey (Versos escrits poques milles més enllà de l'abadia de Tintern) i Michael, en què mostra "la dignitat tràgica que se li pot donar a la història d'un pastor i el seu fill" (Ifor Evans). Coleridge hi va participar en el recull amb quatre poesies, entre elles la The Rime of the Ancient Mariner (Rima de l'ancià mariner); aquestes poesies no desentonen, ni pel seu estil, ni pel seu llenguatge, de la resta de l'obra. Les Balades van mostrar una naturalesa vibrant d'una espiritualitat i d'una sensualitat ben llunyana de la freda deessa raó dels il·lustrats, encara que quedara en Wordsworth aquella sensibilitat democràtica i una espontània simpatia cap a les classes més humils o desfavorides, inspirada per la revolució.
Edicions posteriors de les Balades van incloure més poemes i un Preface (Prefaci) als poemes. Aquest Prefaci es considera l'obra central de la teoria literària romàntica. Wordsworth exposa el que considera els elements d'un nou tipus de poesia, basada en el "vertader idioma dels homes". Evita la dicció poètica de molta de la poesia del segle xviii. Proporciona la seua famosa definició de poesia com l'espontani desbordament de poderosos sentiments, d'"emocions recollides en l'assossec".

### Alemanya
Wordsworth, Dorothy, i Coleridge van viatjar a Alemanya. Durant el dur hivern de 1798-1799, Wordsworth i Dorothy van viure a Goslar, i a malgrat la seua extrema soledat i estrés, va començar a treballar en una peça autobiogràfica després titulada The Prelude (El preludi).
Hom creu que l'any 1799 va escriure els quatre primers poemes dels cinc agrupats normalment amb el títol de Lucy poems (Poemes de Lucy). Estan dedicats a una dona morta en joventut, no identificada; en ells expressa el seu culte a la joventut, a la ingenuïtat i el candor, així com la visió panteista de la naturalesa. Els Wordsworth van tornar a Anglaterra, instal·lant-se a Dove Cottage, Grasmere, sempre en el Lake District, i aquesta vegada els acompanyava el poeta Robert Southey. En aquesta època, molts dels seus poemes giren entorn de la mort, la resistència, la separació i el dolor.

### Matrimoni
L'any 1802 va viatjar amb la seua germana Dorothy a França a visitar a Annette i Caroline. Gràcies a l'èxit de les Balades líriques i a 4.500 lliures esterlines rebudes a la mort del comte de Lonsdale, va gaudir de cert alleugeriment econòmic, enviant a Annette part d'aquests diners.
És el mateix any en què es casa amb Mary Hutchinson, amiga de la infantesa, de qui Dorothy, que va continuar vivint amb ells, va acabar fent-se íntima amiga. L'any següent, Mary va donar a llum al primer dels seus cinc fills, John.
El 1802 escriu alguns dels seus més famosos sonets, forma que usava per a expressar moments commovedors de la seua pròpia experiència: Composed upon Westminster Bridge (Compost sota el pont de Westminster) i I griev'd for Buonaparte with a vain And An unthinking grief.

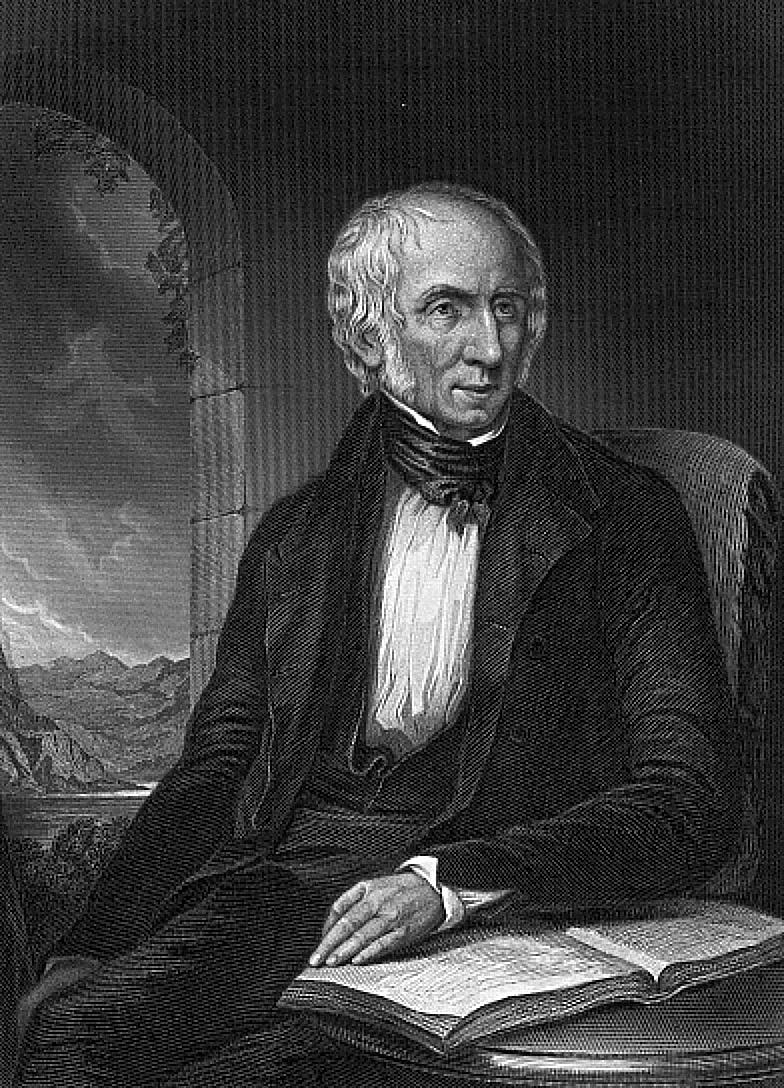
William Wordsworth, reproduït de l'original de Margaret Gillies, 1839

### Maduresa: el Wordsworth conservador
Durant anys, Wordsworth havia planejat escriure un llarg poema filosòfic en tres parts,
que pretenia titular The Recluse. Com a apèndix al mateix, va començar a escriure en 1798-1799 un poema autobiogràfic, que anomenava el "Poema a Coleridge". Va començar a ampliar-lo i va decidir que va decidir que fora un pròleg i no un apèndix.
Tant la salut de Coleridge com la seua relació amb Wordsworth van començar a decaure el 1804, any en què van tenir una viva discussió que va determinar el final de la seua col·laboració. L'enfrontament entre ambdós derivava, per una banda, de la creixent addicció de Coleridge a l'opi i, per una altra, de les seues divergències ideològiques: Wordsworth va anar adoptant posicions més conservadores, tant en el pla poètic com en el polític i social, mentre que Coleridge tendia a l'idealisme alemany i a la recerca simbòlica. Aquest mateix any, Wordsworth es va fer amic de Robert Southey.
Amb la proclamació de Napoleó com a emperador de França (1805), l'última resta de liberalisme de Wordsworth va caure, i a partir de llavors es va identificar a si mateix com tory. Ell, que a França havia vist l'emblema de la democràcia i la llibertat, es va sentir traït i va començar a replegar-se gradualment a posicions moderades, i fins i tot conservadores, sobretot a partir de l'any 1808, fins a abraçar la religió anglicana i la monarquia amb el compromís victorià. Aquest mateix any va morir ofegat en el mar el seu germà John, la qual cosa el va afectar profundament. La seua mort, i la de Nelson, el van portar a fer, en Character of the Happy Warrior, un "noble resum de la vida d'acció" (Evans). Alhora, va acabar d'escriure el seu Poema a Coleridge, però refusava publicar un treball tan personal fins que haguera acabat The Recluse.
Els Poems in Two Volumes (1807), contenen la famosa Ode: Intimations of Immortality from Recollections of early Childhood o Oda a la immortalitat, que conté el conegut fragment Though nothing can bring back the hour / Of splendour in the Grass, of glory in the flower (Encara que res pot fer tornar l'hora / de l'esplendor en l'herba, de la glòria en flor). En aquesta obra recorda la intuïció mística d'una vida anterior al naixement, que mor en aquest món material, però que pot recuperar-se en alguns moments afortunats en presència de la naturalesa (Evans). Fins llavors, només se'l coneixia públicament per les seues Balades líriques, i confiava que aquest nou recull fonamentaria la seua reputació; això no obstant, va obtenir una tèbia acollida.
En l'època de les guerres napoleòniques va escriure diversos poemes de tema espanyol, entre ells, Hail, Zaragoza! If with unwet eye (1809); Ah! where Is Palafox? Nor tongue nor pen (1810); The Oak of Guernica (1810); o The French and the Spanish Guerillas (1810).
Dos dels seus fills, Thomas i Catherine, van morir l'any 1812. L'any següent, es va traslladar a Rydal Mount, Ambleside on va passar la resta de la seua vida, excepte algun viatge esporàdic.

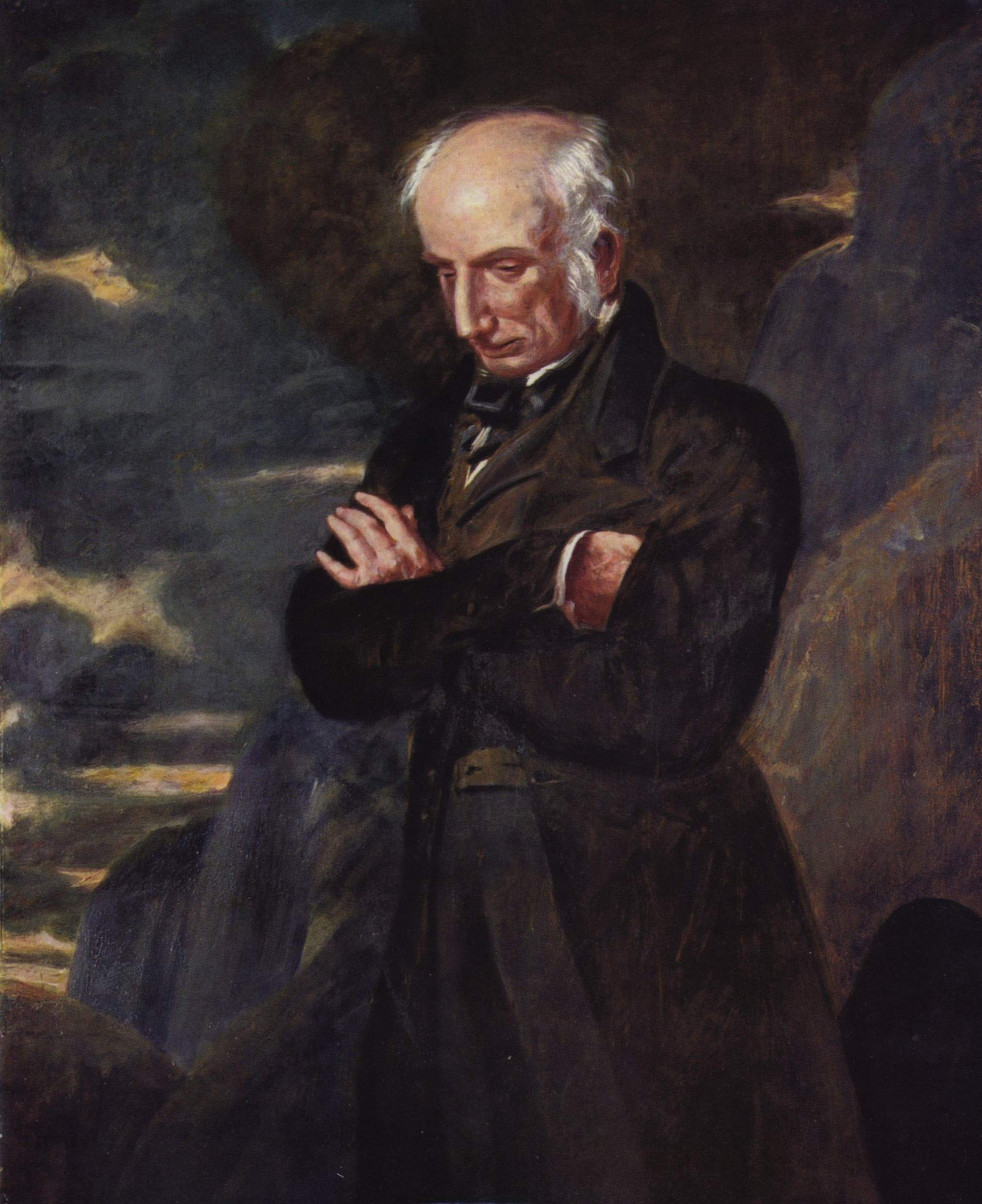
Retrat, 1842, per Benjamin Haydon.

L'any 1814 va publicar The Excursion (L'excursió) com la segona part de l'obra en tres parts The Recluse. Mai no va completar les parts primera i tercera. Va escriure un poètic Prospectus a The Recluse en què exposa l'estructura i la intenció del
poema; aquest Prospectus conté algunes de les seues més famoses frases sobre la relació entre la ment humana i la naturalesa. Alguns crítics moderns consideren que la seua producció va decaure a partir de mitjans dels anys 1810. Però aquest declivi va poder obeir més aviat a un canvi en el seu estil de vida i les seues creences. Entorn de 1820, va gaudir de l'èxit alhora que es va produir un canvi en l'opinió crítica contemporània cap a les seues primeres obres. El mateix any va viatjar a Itàlia, i en la mateixa dècada, a Holanda (1823) i a Bèlgica (1828).
D'aquesta època de decadència en la seua obra poètica destaca Inside King's College Chapel, Cambridge (En la capella de King's College, Cambridge, 1822).
La seua germana Dorothy va patir una greu malaltia el 1829, quedant invàlida per a la resta de la seua vida. El govern la va incloure en la llista civil, cobrant una pensió que arribava a 300 lliures per any el 1842. En el cim de la seua fama i riquesa, va ser distingit amb el títol de poeta llorejat el 1843. Quan la seua filla Dora va morir l'any 1847, va cessar la seua producció poètica.
Va morir a Rydal Mount el 23 d'abril de 1850 i va ser soterrat en l'església de St. Oswald en Grasmere. La seua vídua Mary va publicar el Poema a Coleridge, com The Prelude, mesos després de la seua mort, tot i sense provocar massa interés. Des de llavors ha estat reconeguda com la seua obra mestra. Així, Ifor Evans considera que potser es tracte "del més gran dels poemes moderns en anglés: la memòria espiritual d'una ment singular, que recorda amb honestedat les seues pròpies experiències íntimes, a la que hem d'unir una estranya capacitat per a fer intel·ligibles els records".

## Obra

### Significat de lesBalades líriques.
La revolució romàntica arriba a Anglaterra amb les Balades líriques. És cert que autors de tendència aparentment romàntica, com Blake, li havien precedit en aquell decenni, i que la sensibilitat romàntica, un poc com tots els moviments artístics, no s'aparta totalment de la tradició immediatament anterior. La gran moda de les balades "populars" (McPherson) presentava aquests poemes com redescoberts o respectuosos amb les tradicions populars, però en realitat havien estat escrits o àmpliament manipulats pels autors.
Obres com les Night Thoughts (Meditacions nocturnes) de Young i la Elegy Written in a Country Churchyard (Oda escrita en un cementeri rural) de Gray mostraven l'interés per aquells difunts sense nom per pertànyer als estrats més humils de la societat.
En el Prefaci de 1802 va escriure: : «el principal objecte proposat amb aquests poemes era escollir incidents i situacions de la vida ordinària i relatar-los o descriure'ls completament i, en tant com fora possible, amb una selecció de llenguatge realment usat pels homes, i alhora abocar sobre aquells un cert colorit de la imaginació, mitjançant la qual les coses corrents serien presentades a l'esperit amb inusitat aspecte»
Va abandonar, declaradament, el model classicista del segle xviii, no tant per motius estètics com per raons ètiques. Tanmateix, només aparentment es tracta d'una poesia "artless", sense art. Utilitza sàviament el vers blanc tradicional, que li permet evitar la rima i utilitzar paraules i expressions populars, amb l'efecte d'imitar la parla comuna. A diferència de Pope i Dryden, l'art es troba ací hàbilment dissimulat, reduït a allò indispensable, perquè el missatge poètic està més en el contingut que en la forma. No es dirigeix a un públic cortesà, sinó a la societat en general.
En això s'oposa a Coleridge, el qual no renuncia als arcaismes ni a la rima. Els dos poetes es consideraven investits d'una missió espiritual: per als romàntics la poesia és quelcom "més que la pura i simple posada en vers de la veritat filosòfica: el poeta era també el profeta, i no es limitava a transcriure la veritat rebuda d'altres, sinó que era ell mateix l'iniciador de la veritat" Anthony Burgess).

### El valor del record
Mentre Coleridge veu la poesia com a fuga de la realitat, Wordsworth dialoga amb el present i la societat.
Tot i que la seua poesia s'ambienta en el paisatge rural dels llacs anglesos, és també "recollection in tranquillity", literalment, "record en la quietud" d'experiències personals viscudes en la naturalesa que enriqueixen a qui viu constret per la realitat de la metròpoli industrial. L'evocació de les passions i les emocions ja extintes en el temps impliquen el lector activament.
Cap dels seus poemes exemplifica millor aquesta tendència que Tintern Abbey.

### L'ètica de la natura
Immortaliltzant el Lake District en la seua poesia, Wordsworth va fer que el món coneguera aquesta regió afavorida per la natura i, a més, va posar en evidència els valors ètics i no purament materials o utilitaris de l'entorn.
La natura, segons ell mateix va dir, el va iniciar a la vida: les llargues caminades per les muntanyes de Cumberland van despertar els seus sentits forçant-lo a eixir de la profunda introversió en què estava tancat des de petit a causa dels seus greus problemes familiars.
Aquest amor a la natura es reflectix en el seu poema Anava solitari com un núvol. No ha de sorprendre, doncs, que la naturalesa siga providencial i divina: Déu s'identifica amb tot allò que s'ha creat, és un Déu immanent i visible. Aquesta visió panteista i neoplatònica de l'univers envaeix la seua primera poesia, com pot veure's en el més famós dels Poemes de Lucy: A slumber did my Spirit seal.
També és neoplatònica la creença de Wordsworth que els infants i els pobles no civilitzats es troben més pròxims a Déu perquè en ells roman la memòria del món celeste anterior al naixement. En les seues Balades líriques hi ha infants, vagabunds, discapacitats, bojos: temes "inconvenients" que van escandalitzar en els primers anys després de la publicació de l'obra però que, amb el temps, van obrir el camí a una major solidaritat social, provocant que tants victorians lluitaren per grans reformes socials, tant en els seus escrits com en la política.

## Juidicis crítics

### Seglexix
És difícil imaginar l'evolució del romanticisme anglés sense les Balades líriques. Gràcies a les limitacions dels drets d'autor de l'època, que permetien publicar part d'un recull per altres editors sense pagar drets, les seues Balades van acabar per ser publicades en milers de còpies en periòdics, proporcionant-li una fama major que la que hauria tingut amb la sola publicació del seu llibre. La primera edició va vendre cinc-centes còpies, una bona tirada per a aquella època, mentre que periòdics com The Critical Review i la Lady Magazine aconseguien xifres entre quatre mil i deu mil còpies.
El seu èxit va arribar als Estats Units, on es va publicar en revistes com la Literary Magazine.
Durant l'època victoriana Matthew Arnold va defensar la revolució poètica de Wordsworth enfront de detractors que només es fixaven en el seu aspecte solemne de poeta llorejat.

### Elseglexx
A principis del segle xx, es va produir un redescobriment de les Balades líriques per part de la crítica, amb nombrosos estudis, com el de Herbert Read (1930). D'aquells anys va ser el treball de Basil Willey, sobre la cultura anglesa del segle xvii i XVIII, que evidencia la relació entre el poeta i l'empirisme i la Revolució Francesa. Magistral és The Mirror and the Lamp de M.H. Abraham. Una veu dissident és la de Robert Mayo (1954), que va veure en molts personatges de Wordsworth una mancança d'originalitat i un deute excessiu amb les balades del Segle XVIII. Molt interessants són estudis més recents, com els de P.D. Sheats (1973) i John J. Jordan (1970 i 1976).
Ifor Evans adverteix que, tot i que la seua visió de la naturalesa fora una il·lusió, al registrar-la "va aconseguir moltes experiències en els racons secrets de la naturalesa humana, fins al punt que molt poques ments sensibles deixaran de descobrir en els seus poemes quelcom que responga a les seues pròpies intuïcions".

## Obres principals
- Lyrical Ballads, with a Few Other Poems (Balades líriques, 1798).
- Lyrical Ballads, with Other Poems (Balades líriques, 1800).
- Poems, in Two Volumes (Poemes, en dos volums, 1807)
- Memorials of a Tour in Scotland (1803), en la qual cal destacar The Solitary Reaper.
- Elegiac Stanzas, suggested by a Picture of Peele Castle in a Storm, painted by Sir George Beaumont (1805)
- The Excursion (L'excursió, 1814)
- The Recluse, amb el seu Prospectus
- Ecclesiastical Sonnets. In Series (1821), en la qual cal destacar Mutability i Inside of King's College Chapel, Cambridge
- The Prelude or, Growth of a Poet's Mind: Advertisement  (1850, pòstum)

### Obres generals
- M. H. Abrams. The Norton Anthology of English Literature: Volume 2A, The Romantic Period (7th ed.).  Nova York: W. W. Norton & Company, Inc., 2000. ISBN 0-393-97568-1.(anglès)
- DD. AA. Poetas románticos ingleses. Editorial Origen, S.A. 1993. ISBN 84-8057-051-2 (castellà)
- DD. AA.: Poetas románticos ingleses: Byron, Shelley, Keats, Coleridge, Wordsworth. Editorial Planeta, S.A. 1989. ISBN 84-320-4012-6 (castellà)
- DD. AA., Antología bilingüe: Wordsworth, Colleridge, Shelley y Keats. Universidad de Sevilla. Secretariado de Publicaciones. 1978. ISBN 84-7405-116-9 (castellà)
- Ifor Evans, Breve historia de la literatura inglesa. Ed. Ariel, S.A. Barcelona, 1985. ISBN 84-344-8383-1 (castellà)

### Obres monogràfiques
- Stephen Gill. William Wordsworth: The Major Works.  Nova York: Oxford University Press, Inc., 2000. ISBN 0-19-284044-4.(anglès)
- Paul de Reul: William Wordsworth. Estudio y antología (bilingüe). Traducción de Santiago González Corugedo. Ediciones Júcar. Col. Los Poetas n.° 32. Barcelona, 1982. ISBN 84-334-3032-7 (castellà)
- Wordsworth W., El preludio en catorce libros, 1850. Dvd Ediciones, S.L. Poesía, núm. 65. 2003. ISBN 84-96238-01-6 (castellà)
- Wordsworth W., Prólogo a "Baladas líricas" = (Preface to "Lyrical ballads", 1800, 1802): edición bilingüe. "Ed. de Eduardo Sanchez Fernandez". Ediciones Hiperión, S.L. Dicho y hecho. 1999. ISBN 84-7517-612-7 (castellà)
- Wordsworth W. y Coleridege, S.T., Baladas líricas. Ediciones Altaya, S.A. 1996. ISBN 84-487-0357-X (castellà)
- Wordsworth W. y Coleridege, S.T., Baladas líricas. "Ed Santiago Corugedo". Ediciones Cátedra, S.A. Letras universales, núm. 135, 1990. ISBN 84-376-0921-6 (castellà)
- Wordsworth, W., Poemas. Traducción y prólogo de Jaime Siles y F. Toda. Editora Nacional. Alfar colección de poesía, núm. 15. Madrid, 1976. (castellà)
- Wordsworth W., Poesías. Traducciones de Carmela Eulate Sanjurjo, Fernando Maristany y Gabriel de Zendegui. Editorial Cervantes, S.A. Barcelona, hacia 1922. (castellà)

En català a la xarxa:
El Preludi (145 versos) i Prop Del Wye A Tintern Abbey a: William Wordsworth en català